# Massacre de Liampó
O Massacre de Liampó é o nome dado ao massacre cometido pelos piratas cantonenses, comandados por Ah Pak, contra os piratas portugueses, em Liampó a 26 de junho de 1857. Durante a dinastia Qing na década de 1800, as autoridades de Liampó contrataram os piratas cantonenses para dizimar os piratas portugueses que haviam invadido os navios cantonenses em volta de Liampó.

## Batalha e massacre
Os piratas portugueses que invadiram os navios cantonenses no início do século XIX, foram massacrados pelas forças cantonenses em volta de Liampó.
A população de Liampó apoiou o massacre dos piratas portugueses pelos cantonenses e também apoiou o ataque à embaixada portuguesa em Liampó. As autoridades de Liampó estabeleceram um acordo com um pirata cantonense chamado Ah Pak para massacrar os piratas portugueses, que nem sequer tentaram lutar quando os piratas cantonenses saquearam a sua embaixada, onde fugiram e se esconderam entre os túmulos. Os cantonenses abateram cerca de quarenta portugueses, enquanto saqueavam a embaixada e apenas dois chineses e um inglês morreram.